# Viaduc de l'Arc de Meyran
Ne doit pas être confondu avec Viaduc de l'Arc.
Le viaduc de l'Arc de Meyran est un pont ferroviaire français, ouvrage d'art de la ligne de Lyon-Perrache à Marseille-Saint-Charles (via Grenoble), permettant le franchissement de l'Arc. Il est situé sur le territoire de la commune d'Aix-en-Provence dans le département des Bouches-du-Rhône dans la région Provence-Alpes-Côte d'Azur.

## Toponymie
Le viaduc de l'Arc de Meyran est nommé d'après le quartier aixois de l'Arc-de-Meyran situé au sud du centre-ville. SNCF Réseau le désigne parfois simplement viaduc de l'Arc, sans le distinguer du viaduc du même nom qui permet à la LGV Méditerranée de franchir l'Arc plus à l'ouest, toujours sur le territoire de la commune d'Aix-en-Provence.
Le nom de viaduc du Coton-Rouge lui est parfois attribué en référence au quartier du même nom (le viaduc étant à cheval entre les quartiers de l'Arc-de-Meyran et du Coton-Rouge — le second étant au sud du premier —),,. Le nom de ce quartier fait référence à une petite usine de filature et de teinture du coton qui s'était implantée sur les rives de l'Arc.

## Situation ferroviaire
Le pont est situé au point kilométrique (PK) 409,795 de la ligne de Lyon-Perrache à Marseille-Saint-Charles (via Grenoble) entre les gares d'Aix-en-Provence et de Luynes (fermée). Il est à voie unique, en pente et en courbe,.

## Histoire

### Construction
Aix-en-Provence est desservie depuis 1856 par le chemin de fer avec l'ouverture de la ligne de Rognac à Aix. Dans les années 1870, le projet d'ouvrir une ligne entre Aix et Marseille, tronçon final de la ligne entre Lyon et Marseille, va conduire la compagnie du PLM à déplacer la gare d'Aix plus au sud et à construire de nombreux ouvrages d'art parmi lesquels un viaduc permettant de franchir la vallée de l'Arc.
À l'été 1873, les premières expropriations pour le compte du PLM ont lieu sur le tracé de la future ligne. En avril 1874, les travaux sont imminents : les lots ont été attribués aux entrepreneurs et la cantine destinée aux ouvriers du chantier du viaduc est édifiée non loin, à proximité des Infirmeries. Les arbres sont abattus sur le tracé du viaduc et le début des travaux est fixé au 1er juillet. Les entrepreneurs à qui le lot du viaduc a été confié sont MM. Boucher, Fauché et Cuzin.
En juillet 1874, les travaux de terrassement débutent et une rampe en charpente est établie depuis les rives de l'Arc afin d'acheminer le sable destiné à la préparation du mortier. Les pierres utilisées pour la construction du viaduc  sont acheminées de Meyrargues à Aix par le train et une voie ferrée provisoire est posée de la gare d'Aix jusqu'au chantier pour y apporter ces pierres. Des pierres plus locales sont également utilisées, comme du marbre noir d'Aix-en-Provence ou du calcaire extrait à proximité du chantier. Une pierre gravée de caractères est retrouvée au printemps 1875 durant le creusement des fondations ; si certains pensent qu'il s'agit d'une pierre utilisée sur un ancien pont traversant l'Arc, il s'avère que c'est en réalité une pierre tombale,. Les abords du chantier deviennent un lieu de promenade prisé des Aixois, qui viennent tout autant y apprécier les avancées de la construction du pont que la fraîcheur qu'offrent les rives de l'Arc.

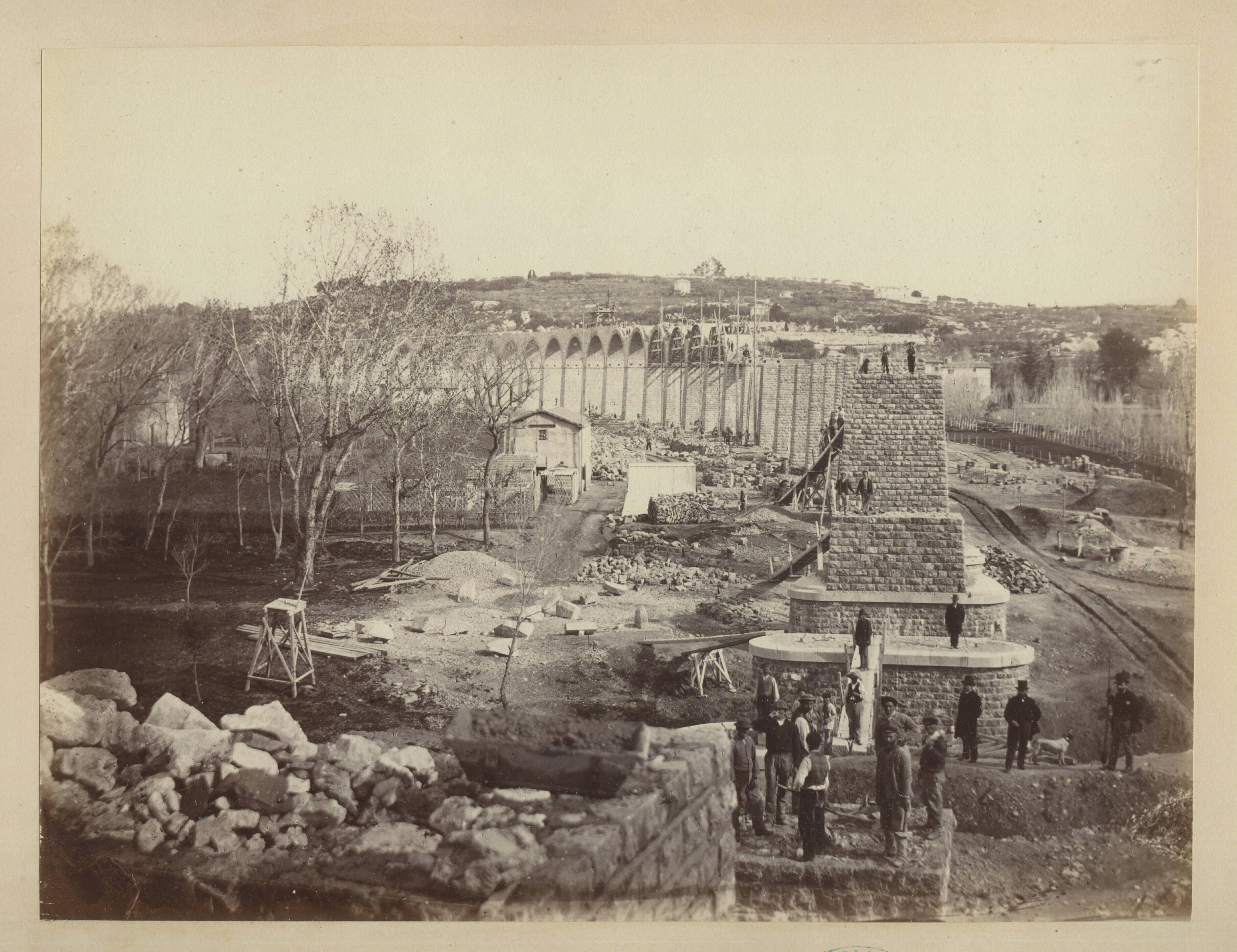
Achèvement des dernières piles[15].
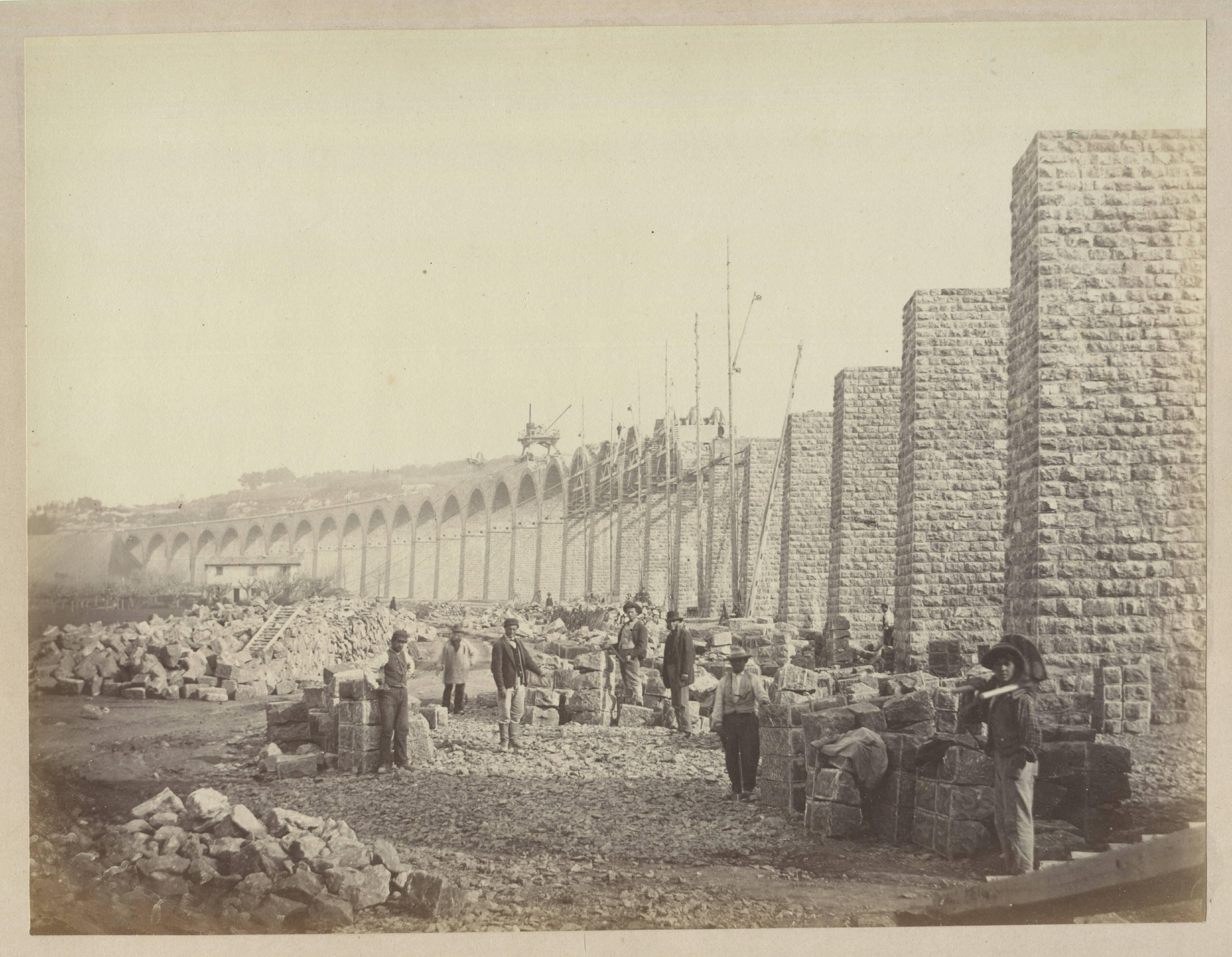
Construction des arches et ouvriers du chantier.
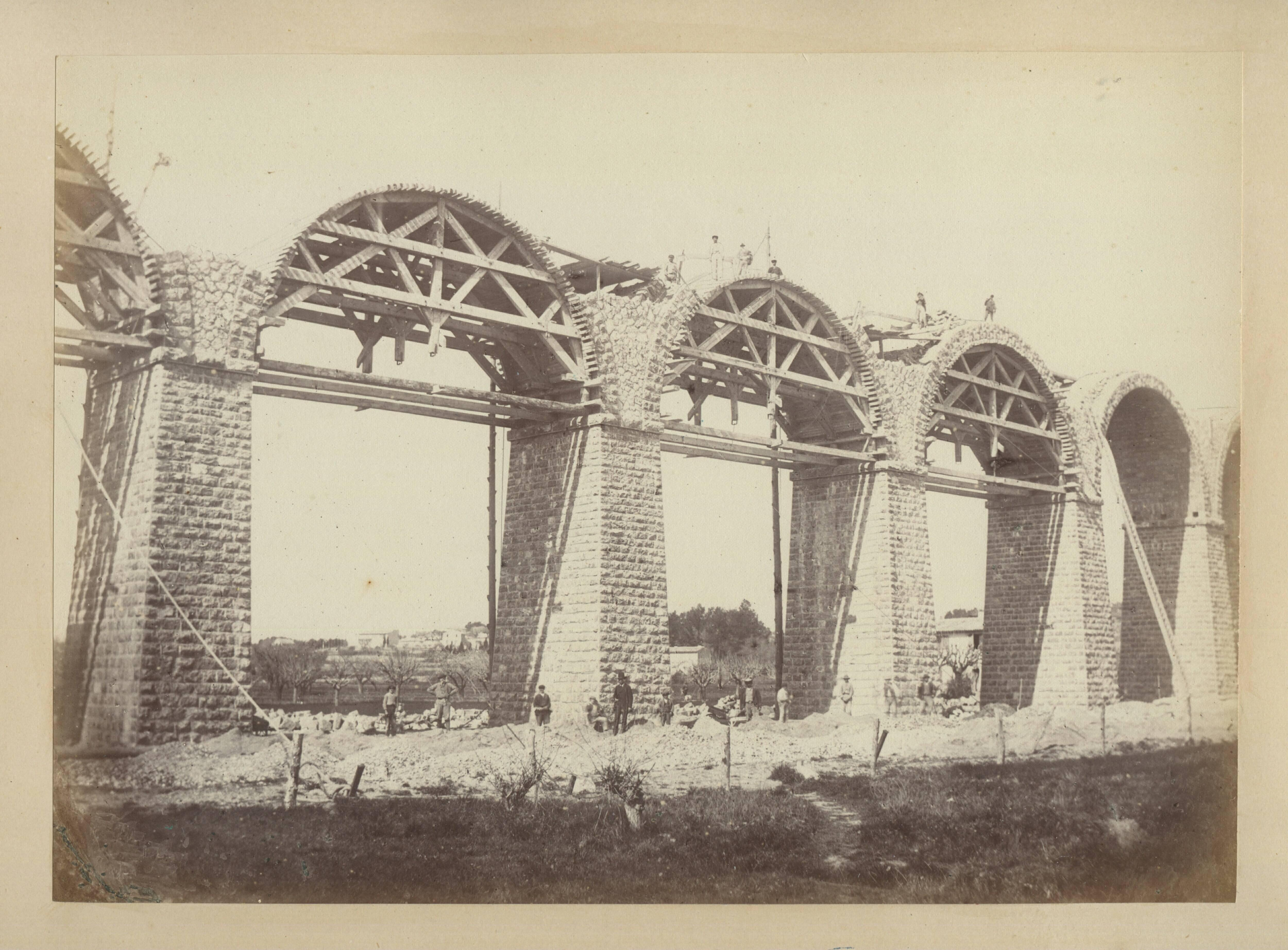
Cintres en bois pour la construction des arches.
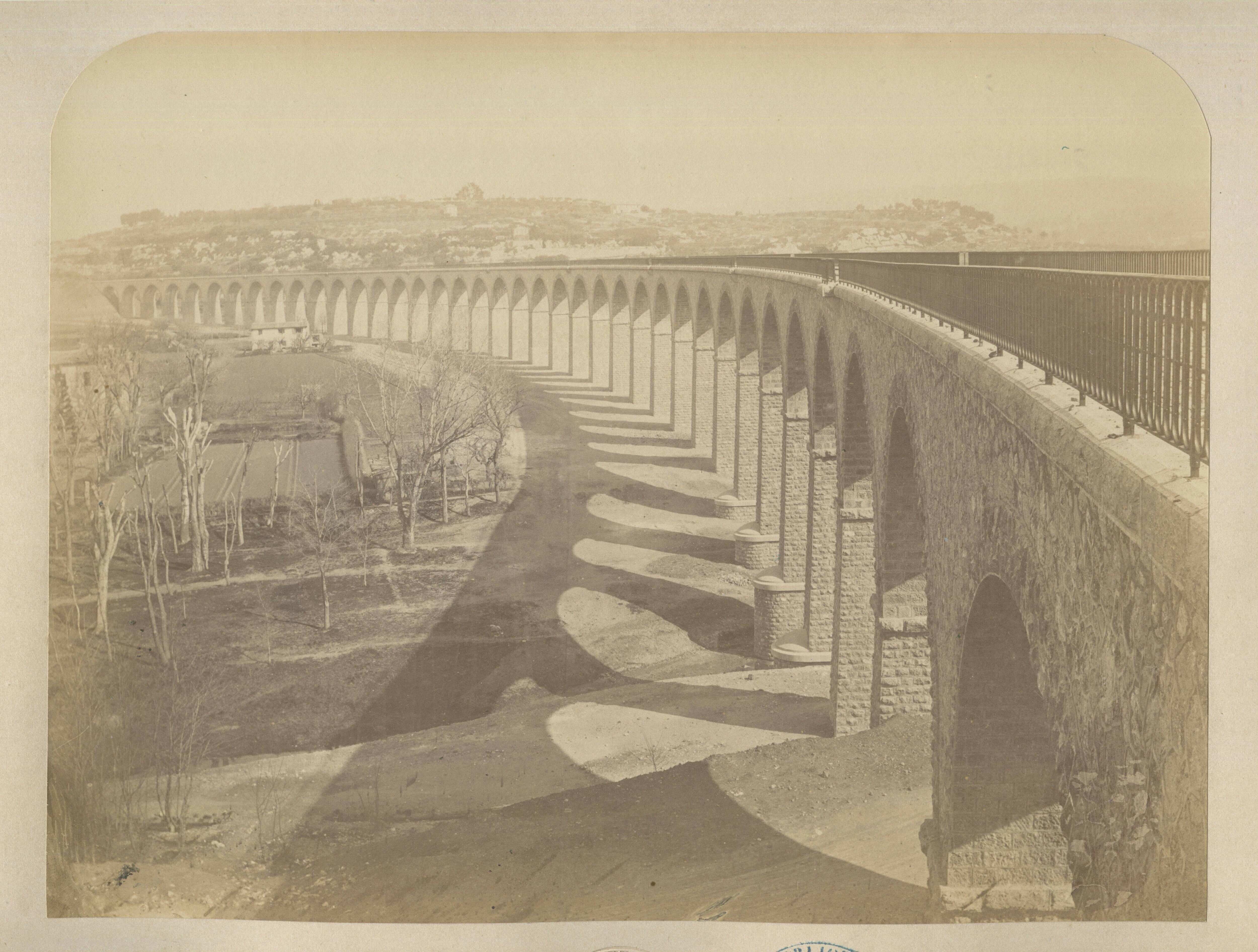
Le viaduc achevé.

Le 1er août 1875, une vingtaine de piles sont achevées, les autres piles sont en construction et trois arches sont en cours de réalisation. Presque un an plus tard, en juillet 1876, la construction du viaduc est annoncée comme presque terminée : seules deux arches restent à finir et la voie entre la bifurcation vers Rognac et le viaduc est presque entièrement posée. La pose de la clef de la 38e et dernière arche le 31 juillet 1876 marque l'achèvement de la construction du viaduc et est célébrée par un banquet réunissant entrepreneurs et ouvriers. La voie ferrée, complètement posée sur le viaduc à l'automne 1876, permet grâce à son profil en pente la remonte par gravité des wagons-tombereaux servant à évacuer les derniers déblais des travaux de la ligne.
La ligne entre Aix et Marseille est finalement ouverte à l'exploitation le 15 octobre 1877 en même temps que la nouvelle gare d'Aix.

### AuXXesiècle
Le viaduc est le théâtre de plusieurs faits divers rapportés dans la presse locale. Plusieurs personnes sautent du pont dans le but de se suicider,. En 1900, un incendie, possiblement déclenché par les escarbilles d'une locomotive, se déclenche aux abords de la voie à l'entrée du pont et détruit la guérite qui abrite la cloche  d'annonce du viaduc. Un accident mortel se produit en juillet 1936 sur le viaduc : un chauffeur de locomotive meurt en chutant du pont depuis sa cabine après s'être penché pour observer la voie.
En août 1944, quelques jours après le débarquement allié en Provence, le pont est dynamité par les soldats allemands au cours de leur retraite. L'explosion crée une brèche d'une trentaine de mètres en détruisant deux arches. Les soldats américains du 343e régiment du génie étudient d'abord une solution pour rétablir cet axe ferroviaire crucial pour la suite des opérations militaires en utilisant un pont Bailey ce qui prendrait trois semaines. Ils choisissent finalement de construire un tablier sommaire en réutilisant le châssis d'un canon sur rail allemand de 270 mm abandonné à proximité. Après avoir désossé le canon de son armement et de ses bogies et soudé sur le châssis des extensions en acier longues de 3 m, le tablier a été mis en place et la voie a pu être rétablie en 10 jours seulement le 29 août 1944. L'ensemble est consolidé en septembre  1944 par l'ajout entre les trois piles de contreventements en croix de saint André réalisés avec des poutres d'acier en H. Les parties détruites du pont sont ensuite reconstruites à l'identique.

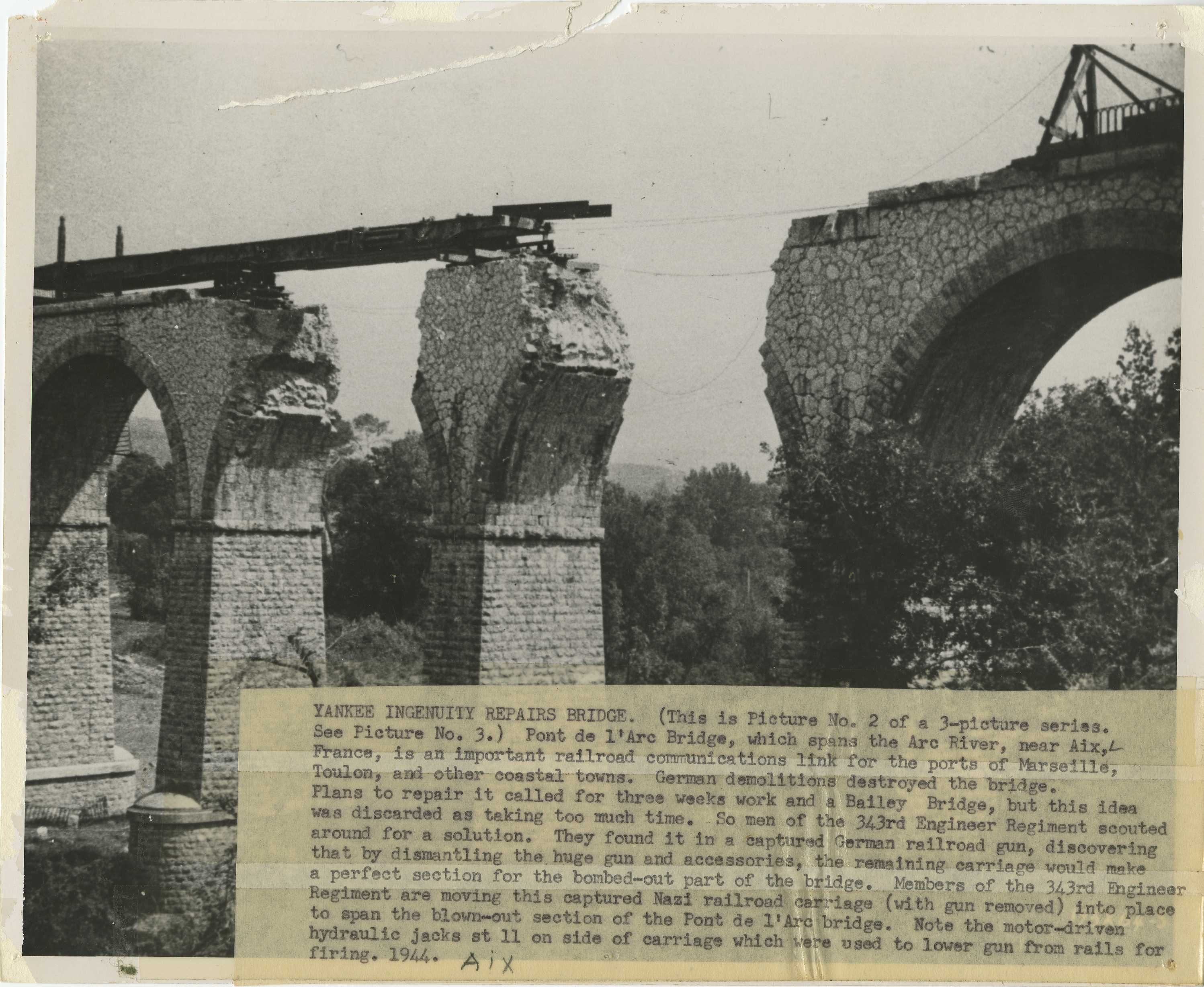
Viaduc dynamité et tablier en cours d'installation.
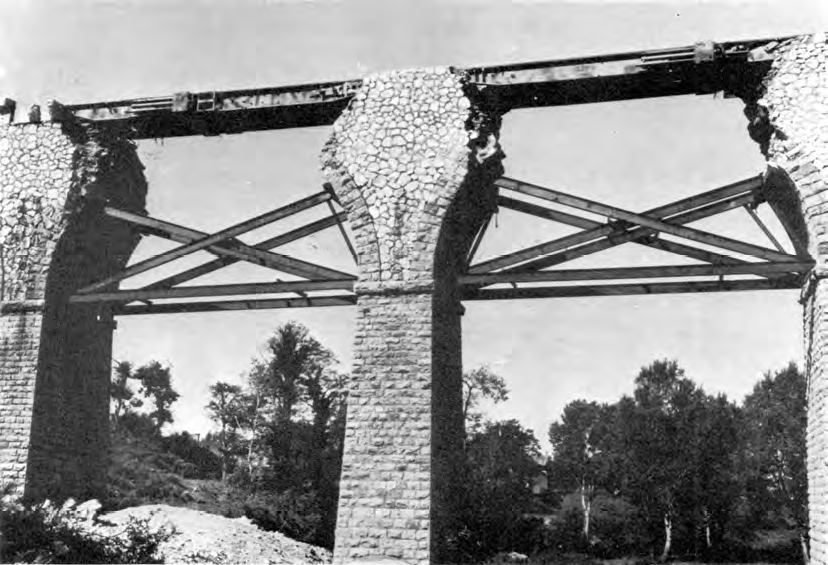
Piles consolidées par un contreventement après installation du tablier.

Les travaux de construction de l'autoroute A8 au sud d'Aix-en-Provence débutent vers 1969 ; les trois voies dans chacun des deux sens passent sous deux arches du pont. Depuis, le paysage a grandement changé autour du viaduc avec l'urbanisation des quartiers alentour.

## Caractéristiques

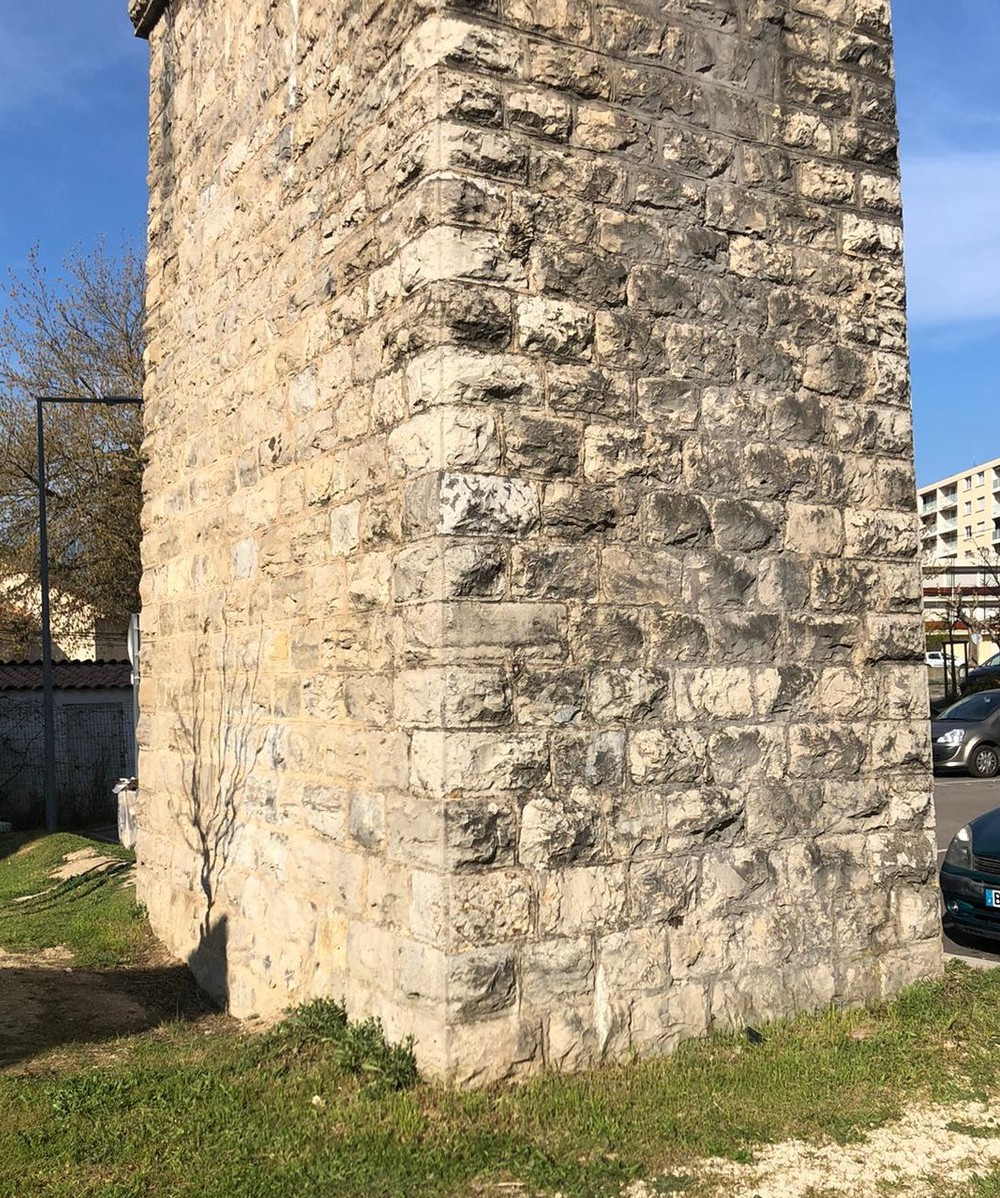
Pile en maçonnerie.

Le viaduc de l'Arc de Meyran est un pont en maçonnerie de 547 m de long. Il enjambe la vallée de l'Arc grâce à 38 arches. Elles suivent une trajectoire courbe afin de traverser la rivière sur un sol en roche moins meuble. Les arches font une vingtaine de mètres de haut en moyenne (la plus haute mesurant 23 m) et dix mètres de large. Les piles reposent sur des fondations enterrées d'environ 10 à 11 m.
Pour la construction du viaduc, les pierres de taille proviennent de la carrière de Réclavier à Meyrargues et le sable nécessaire à la fabrication du mortier est extrait à proximité immédiate du chantier sur la rive gauche de l'Arc. La construction de l'ouvrage fait aussi appel à des pierres plus locales avec du marbre noir d'Aix-en-Provence provenant des carrières du Peireguiou ou du calcaire extrait de la butte du Moulin-Décapité à l'emplacement de l'actuel parc des collines de Cuques,,.

## Peintures de Cezanne
Le peintre impressionniste aixois Paul Cézanne a plusieurs fois inclus le viaduc de l'Arc de Meyran dans ses tableaux représentant la montagne Sainte-Victoire. Une aquarelle, sobrement nommée Le Viaduc par l'historien d'art John Rewald, en fait même son sujet principal et figure deux arches du pont surplombant le cours de l'Arc. En tout, le pont est représenté sur dix-sept œuvres de Cézanne : sept huiles sur toile, six aquarelles et quatre dessins.

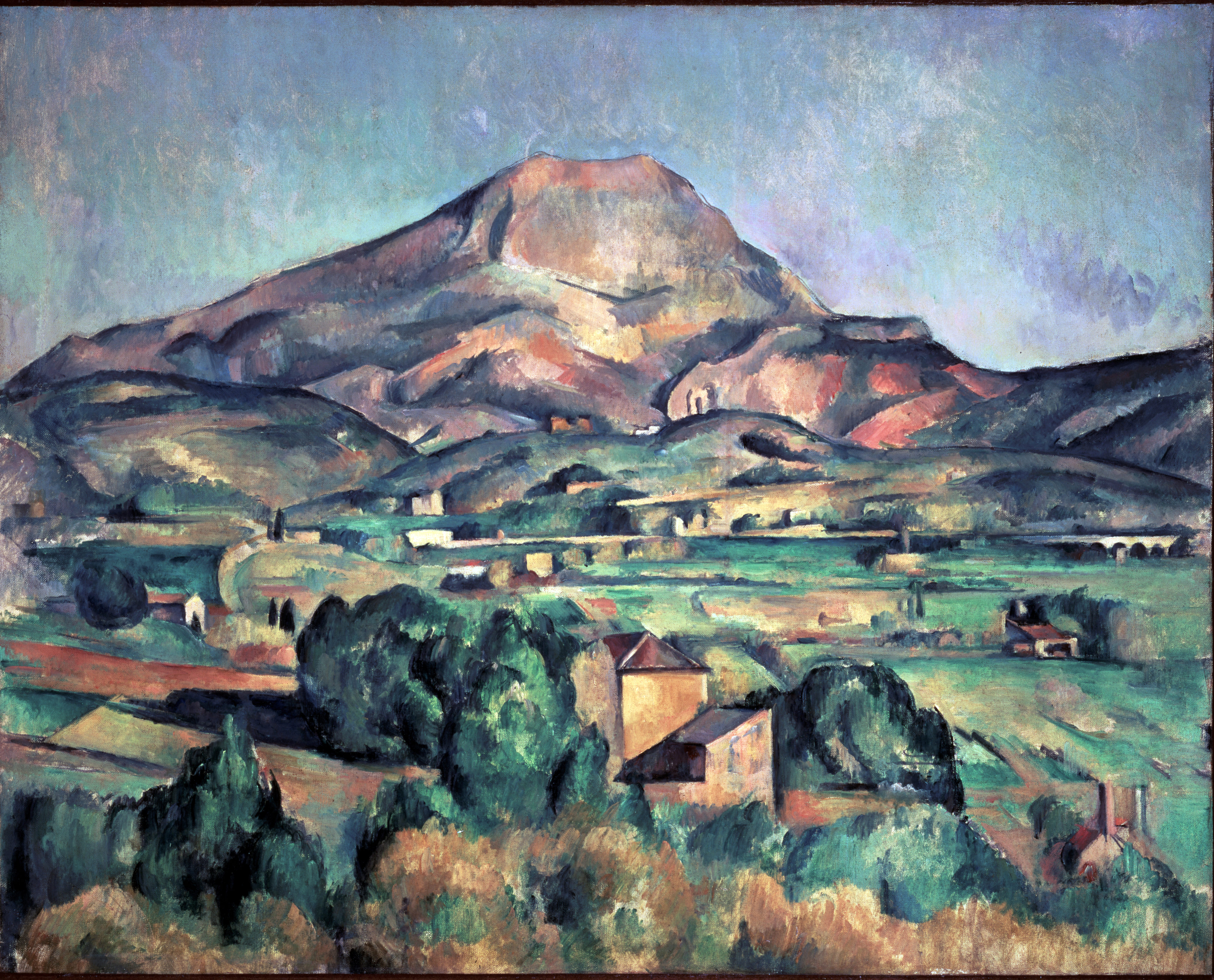
La Montagne Sainte-Victoire vue de Bellevue, 1885
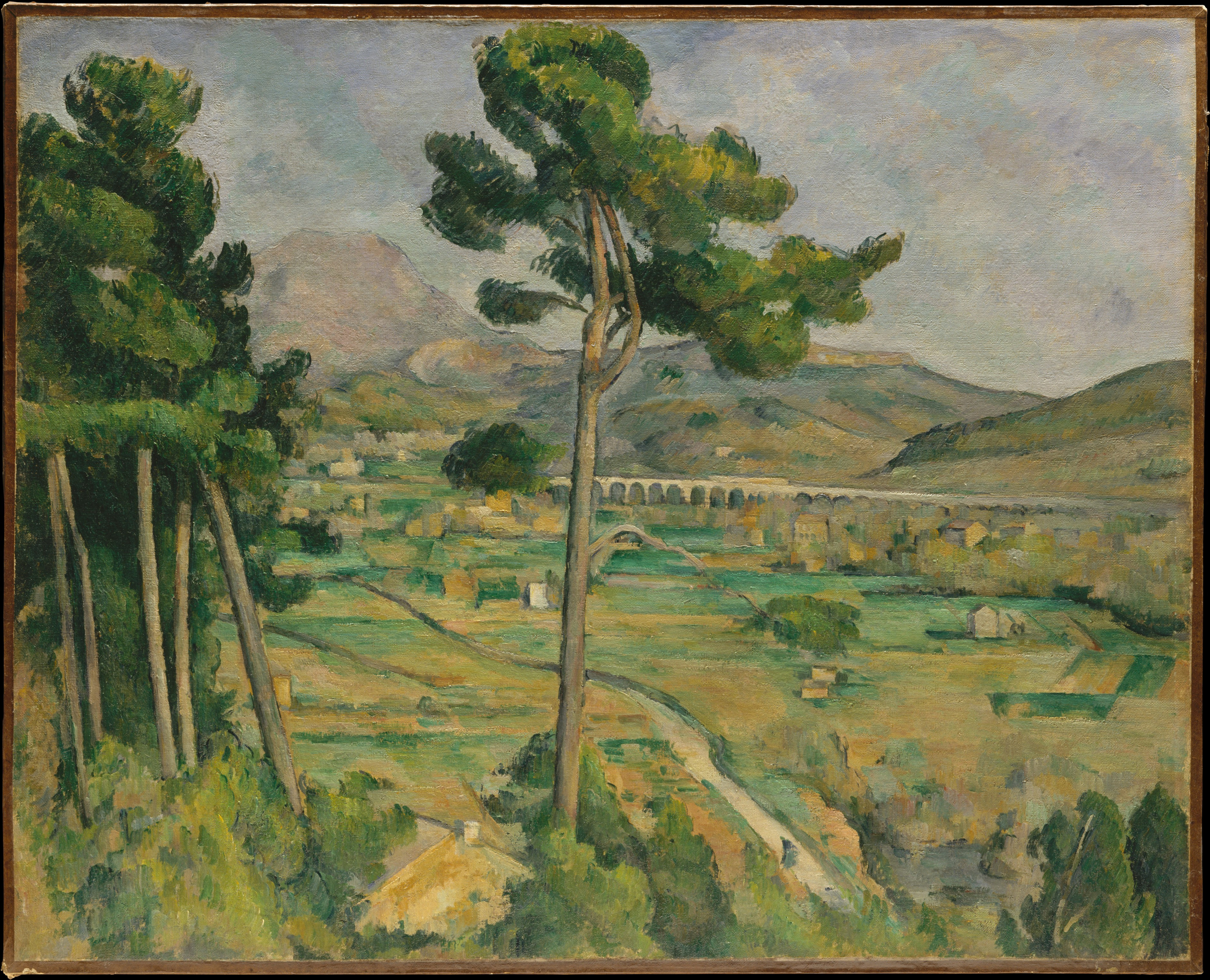
La Montagne Sainte-Victoire et le Viaduc de la vallée de l'Arc, entre 1882 et 1885.
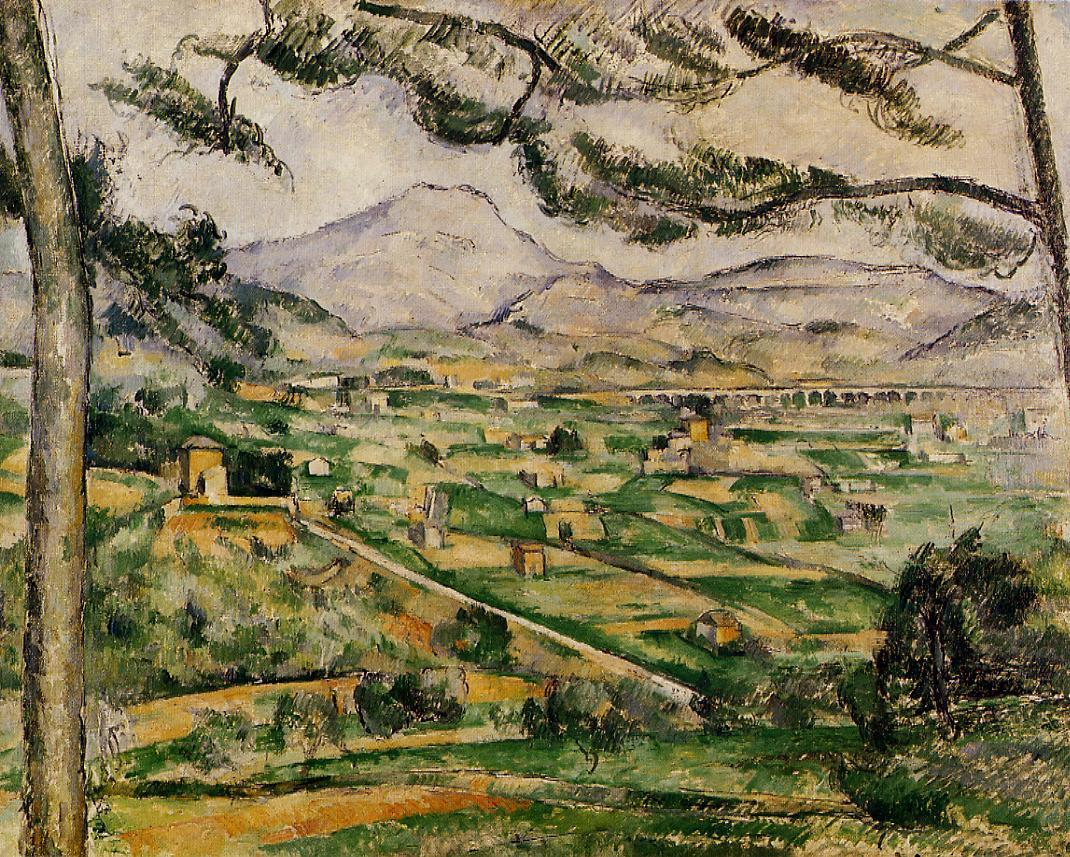
La Montagne Sainte-Victoire au grand pin, entre 1886 et 1887.
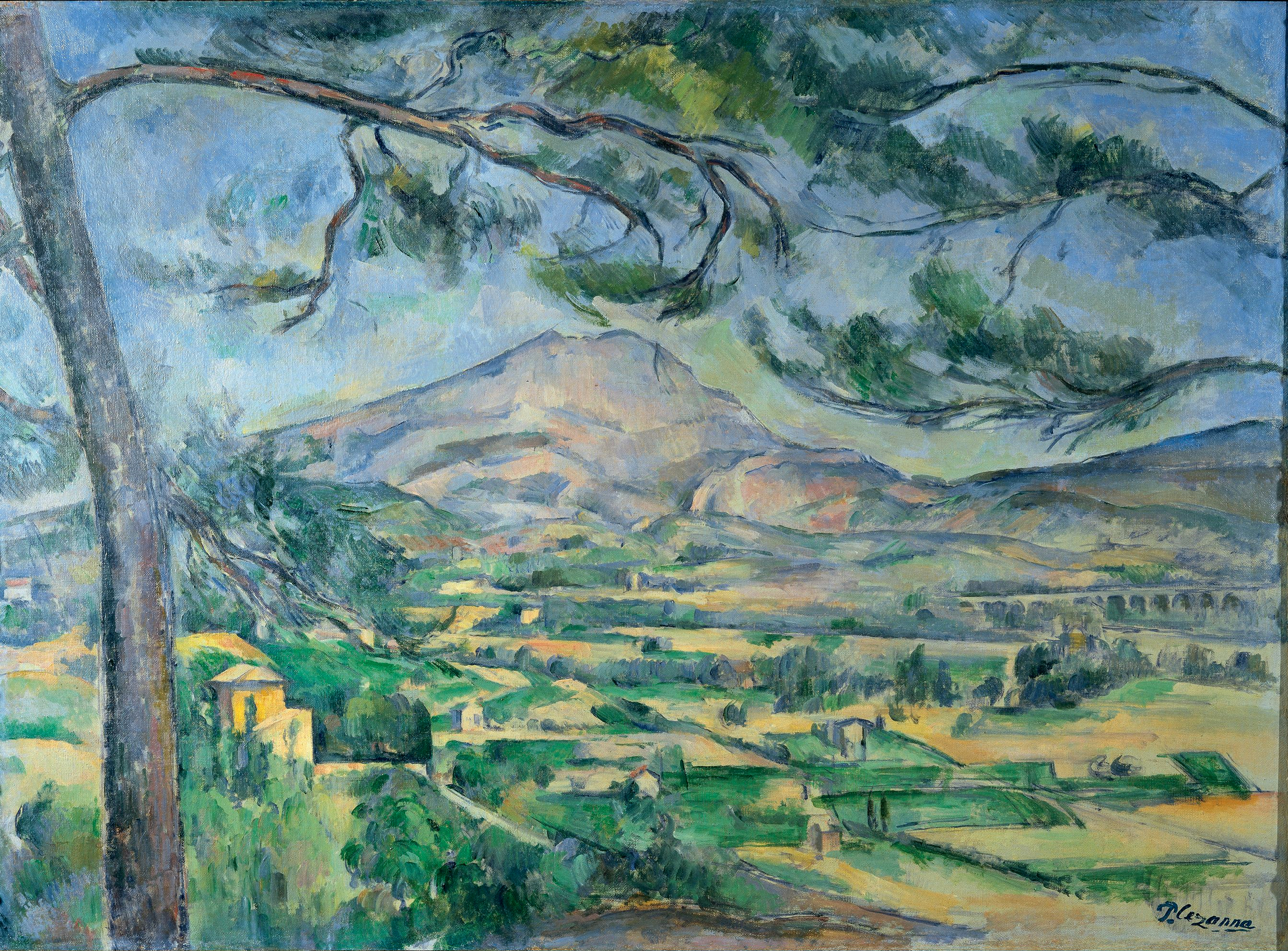
Mont Sainte-Victoire avec grand pin, vers 1887.
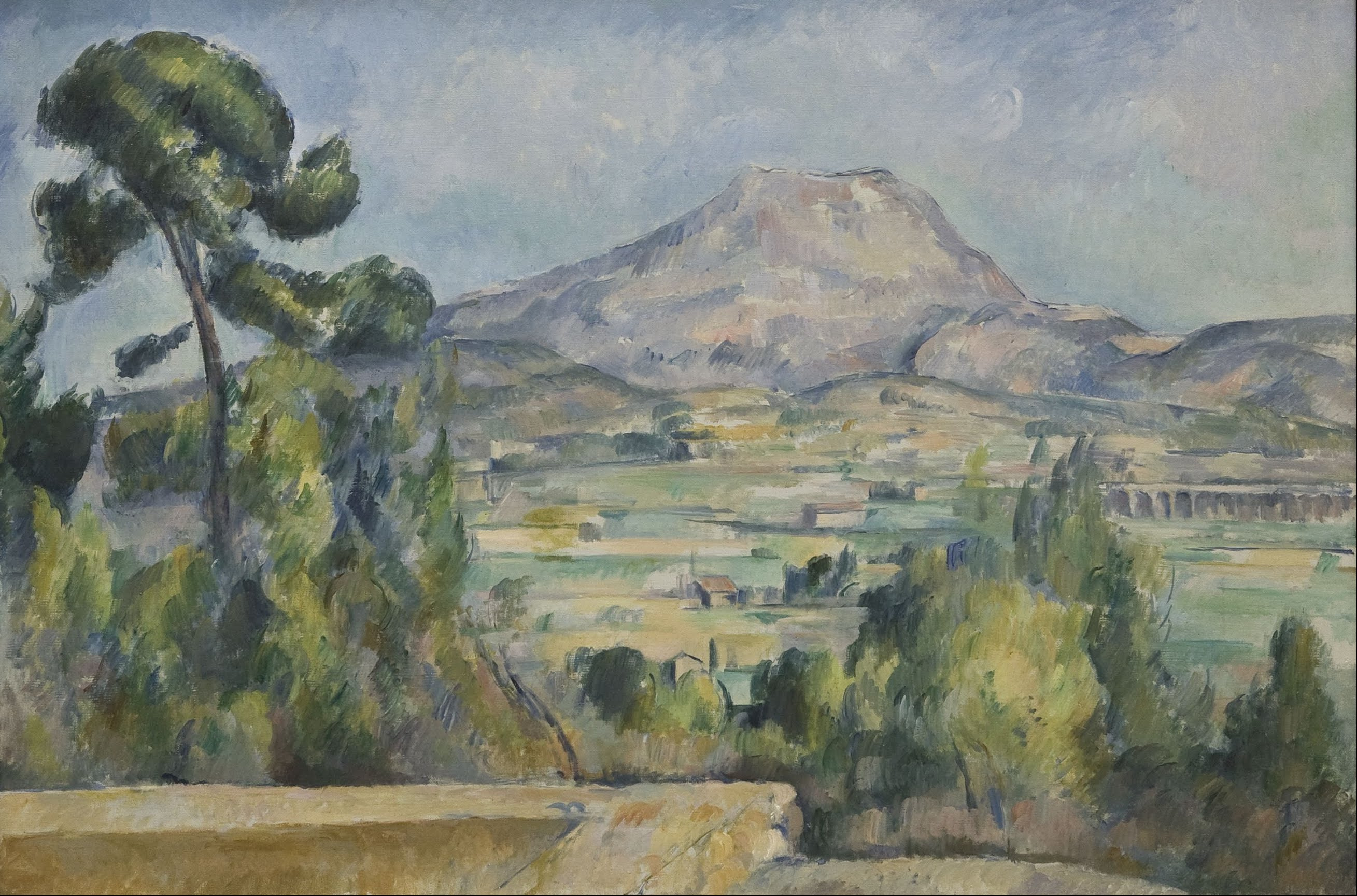
La Montagne Sainte-Victoire, vers 1890.

## Galerie

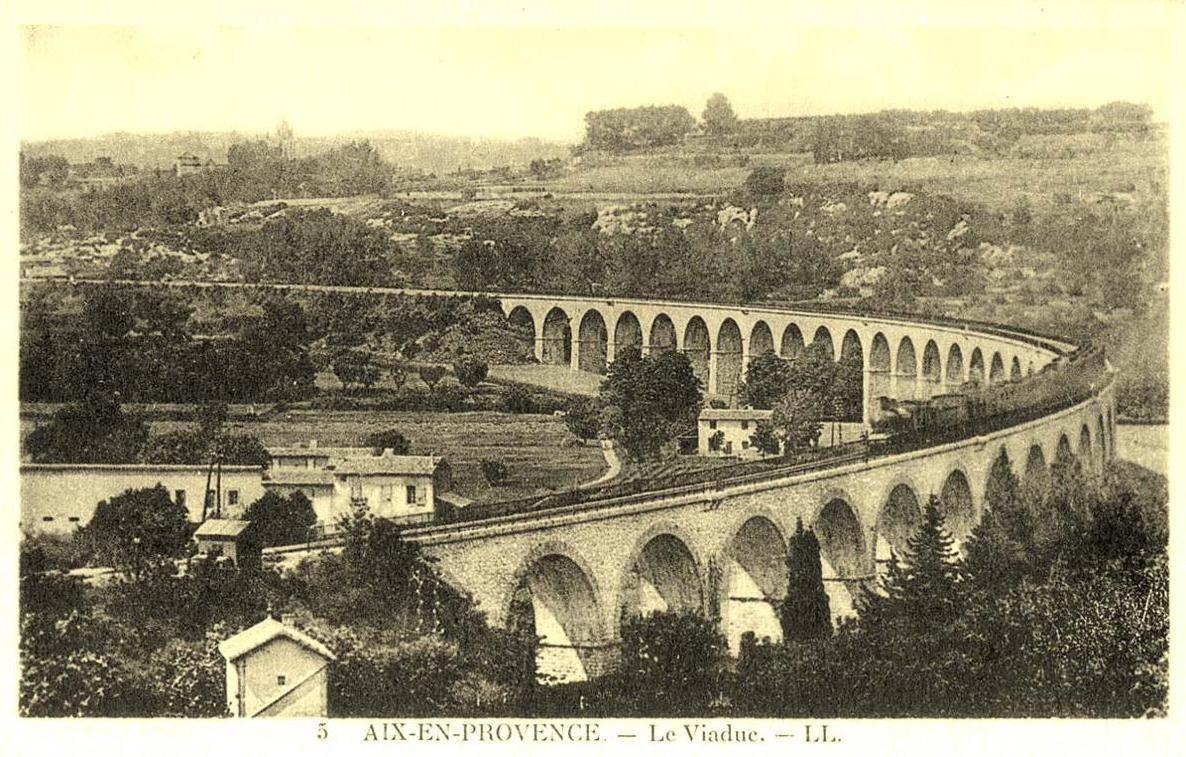
Carte postale représentant un train sur le viaduc se dirigeant vers Marseille.
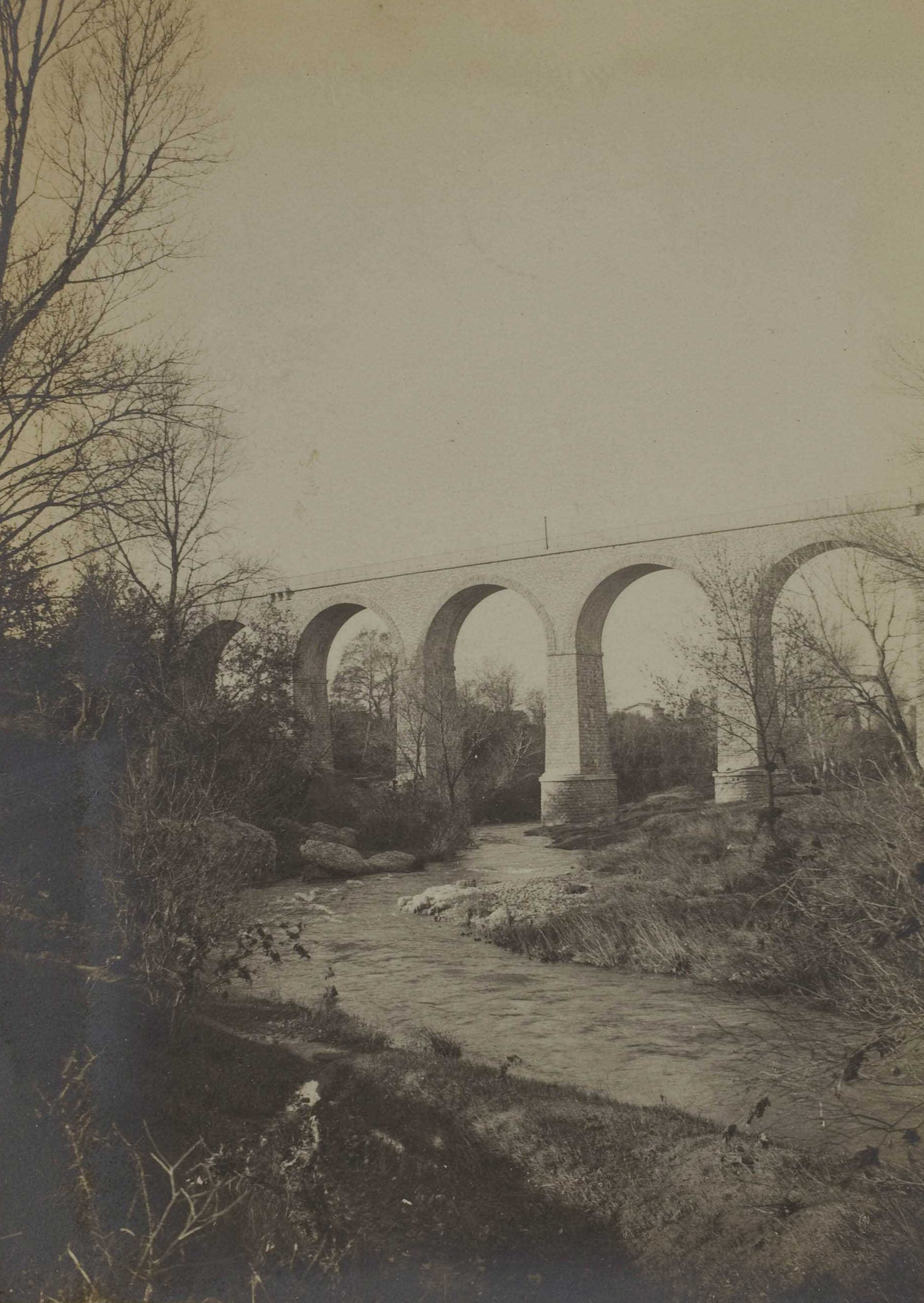
L'Arc sous le pont.
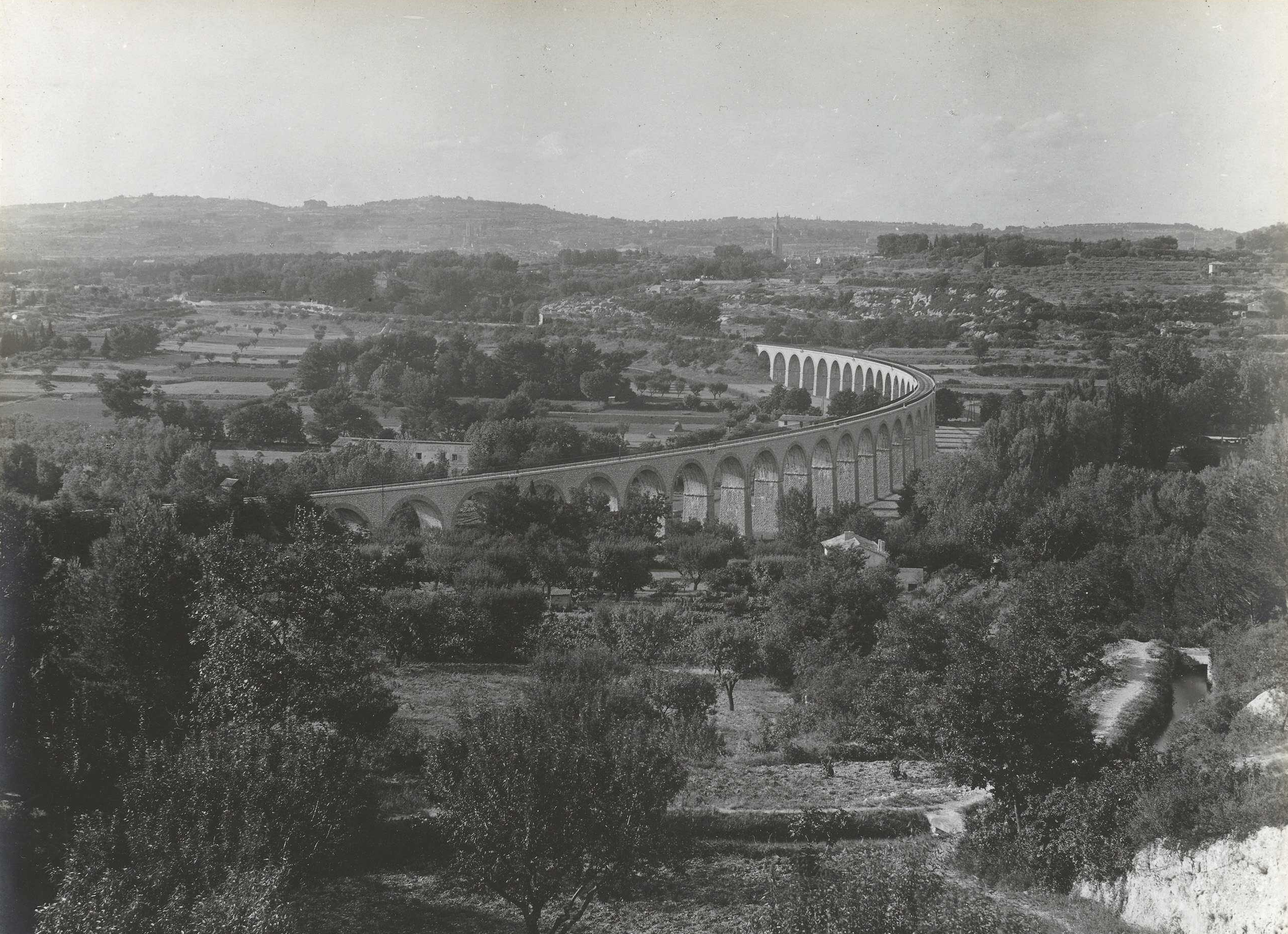
Vallée de l'Arc et le viaduc.
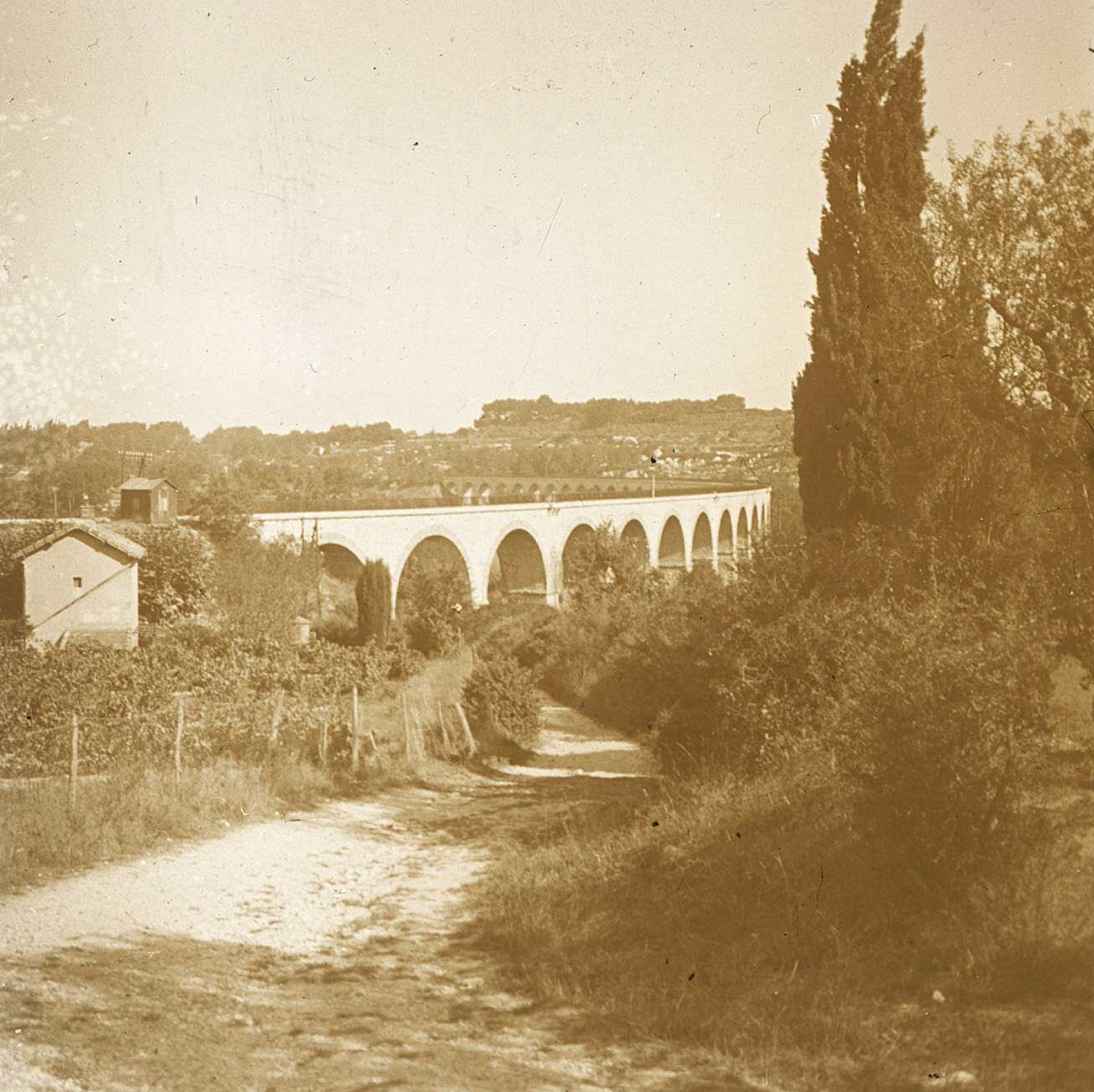
Le viaduc en 1925[31].
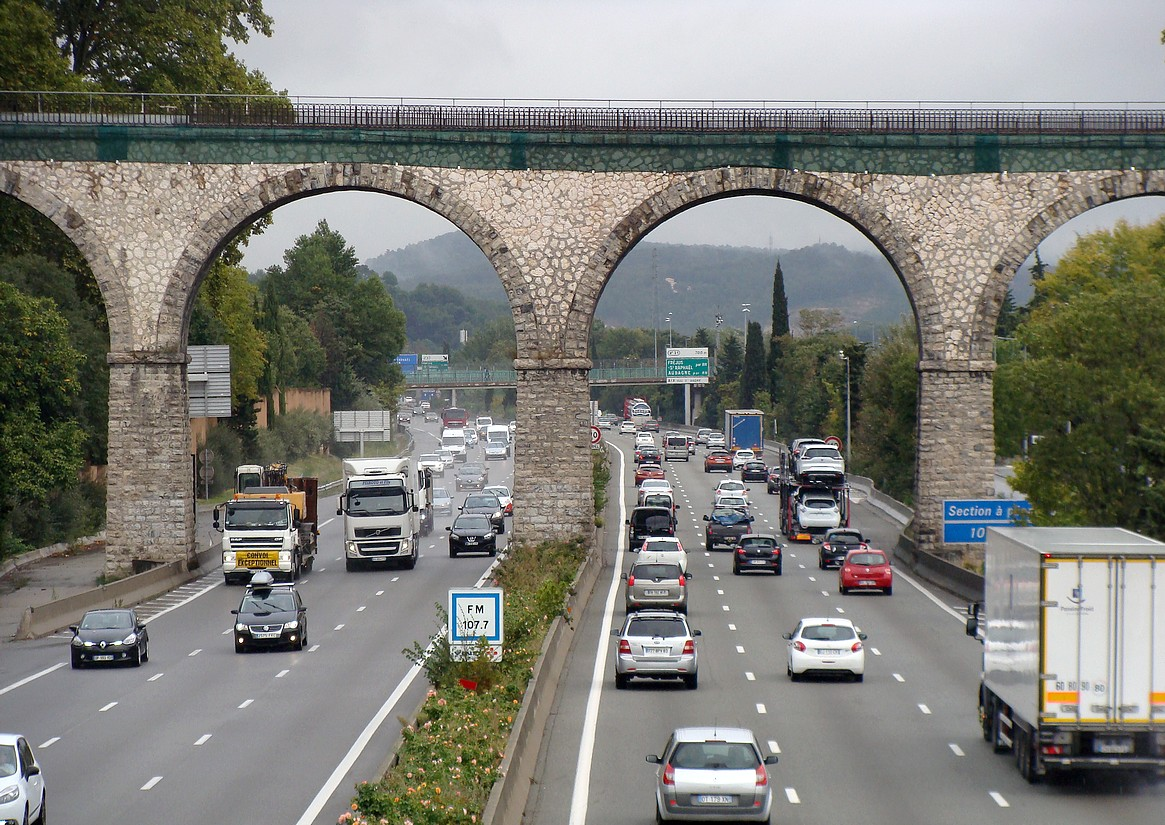
L'A8 passant sous le pont.
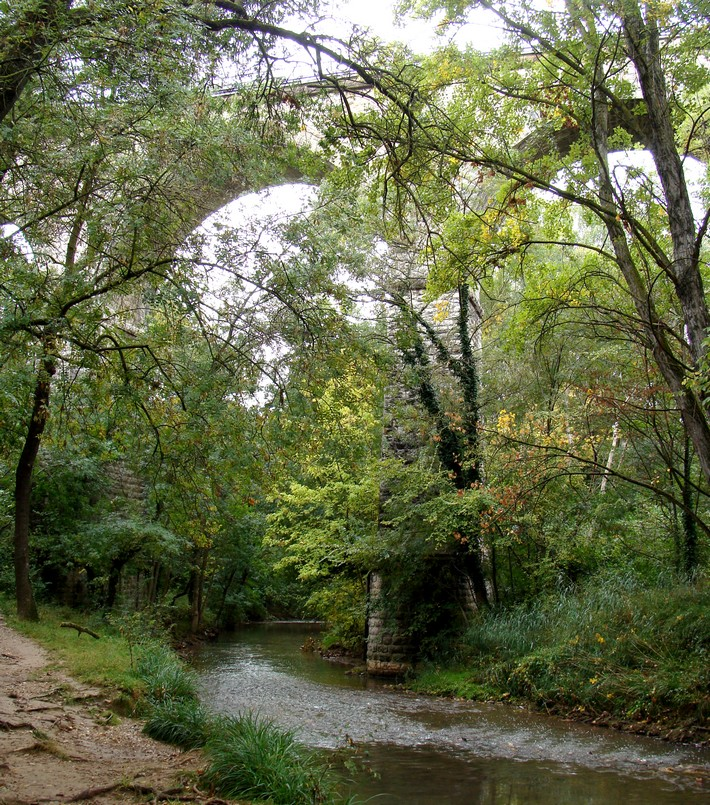
L'Arc sous le pont en 2015.